# Batodonoides
Batodonoides is een geslacht van uitgestorven spitsmuizen en dit diertje wordt beschouwd als het kleinste zoogdier ooit. Batodonoides woog slechts 1,3 gram Soorten Batodonoides leefden ongeveer 42 tot 53 miljoen jaar geleden tijdens het Vroeg- tot Midden-Eoceen in Noord-Amerika. Het geslacht bevat vier soorten: de typesoort Batodonoides powayensis, de oudere Batodonoides vanhouteni, Batodonoides walshi en Batodonoides rileyi.
In oktober 1998 maakten wetenschappers van de University of Michigan bekend dat ze in 53 miljoen jaar oude gesteentelagen in Wyoming de resten, bestaand uit een onderkaak en enkele tanden, van een minuscuul diertje hadden ontdekt. Het nieuwe diertje was nauw verwant aan de spitsmuizen en werd Batodonoides vanhouteni genoemd. Aan de hand van het formaat van de tanden bepaalden de wetenschappers vervolgens het gewicht van Batodonoides.

## Kleinst bekende zoogdier in de geschiedenis
Met 1,3 gram blijft de Batodonoides nog onder dat van de hommelvleermuis (2,0 gram) en van de wimperspitsmuis (2,5 gram) en is daarmee het kleinste bekende zoogdier dat ooit geleefd heeft.

## Soorten
B. powayensis
B. powayensis is gebaseerd op het type-exemplaar UCMP V-96459 en was een op de grond levende insecteneter. Deze soort is jonger dan zijn tegenhanger B. vanhouteni, die ongeveer 46,2 tot 42 miljoen jaar geleden bestond. Het is gebaseerd op gefossiliseerde overblijfselen die zijn teruggevonden in Californië, Verenigde Staten.
B. vanhouteni
Op basis van de grootte van zijn kiezen wordt geschat dat Batodonoides vanhouteni slechts 0,93-1,82 gram woog (hoogstwaarschijnlijk 1,3 gram). De soort leefde ongeveer 53 miljoen jaar geleden tijdens het Vroeg-Eoceen in Noord-Amerika.
B. vanhouteni, beschreven in 1998 door Bloch en collega's, is de oudste soort en werd ontdekt in Wasatchiaanse afzettingen in Wyoming, Verenigde Staten. Het is gebaseerd op een juveniel exemplaar, bestaande uit een onderkaak en enkele tanden.